# Aplysia gigantea
Aplysia gigantea is een slakkensoort uit de familie van de Aplysiidae. De wetenschappelijke naam van de soort werd in 1869 voor het eerst geldig gepubliceerd door George Brettingham Sowerby II.

## Beschrijving
Van A. gigantea is bekend dat ze tot 60 cm lang kunnen worden, waardoor het een van de grootste soorten Aplysiida in Australië is. Ze zijn meestal donkerbruin of zwart van kleur. Bovendien onderscheiden ze zich door grote paradopia op hun rug, die fungeren als ledematen waardoor deze soort korte tijd kan zwemmen. De soort heeft ook geur- en smaakreceptoren die bekend staan als rinoforen, die zich aan de bovenzijde van zijn kop bevinden. Deze organen lijken op de oren van een haas. De ogen van A. gigantea bevinden zich ook onder de rinoforen en kunnen licht en schaduw waarnemen. De kieuwen, evenals een interne, verkalkte schaal bevinden zich in de buurt van het hart van het organisme. De schelp zelf is bijzonder kwetsbaar en de paradopia heeft een secundaire functie, zowel bij het omsluiten als bij het beschermen ervan. De volwassenen van deze soort zijn ook herbivoor van aard, met een dieet dat voornamelijk uit algen bestaat.

## Verspreiding
A. gigantea wordt vaak aangetroffen in de buurt van de zuidwestelijke hoek van West-Australië, in zacht sediment of rif-omgevingen. Ze worden gevonden in ondiep water, variërend van 0-20 meter diep. A. gigantea wordt het meest waargenomen van januari tot maart, waar het stranden van deze soort op het kuststrand in de honderden kunnen lopen.